# Marcos Tamayo
Marcos Antonio Tamayo Pérez (* 15. Juni 1965 in San Bernardo) ist ein ehemaliger chilenischer Fußballspieler. Der Mittelfeldspieler gewann mit der B-Nationalmannschaft die Silbermedaille bei den Panamerikanischen Spielen 1987.

## Karriere

### Verein
Marcos Tamayo begann seine Profikarriere 1983 beim CD Magallanes. 1987 wechselte der Mittelfeldspieler zum CD O’Higgins und stieg mit dem Team aus Rancagua in die Primera División auf. In seiner weiteren Karriere lief Tamayo noch für den CD Cobresal, die Rangers de Talca, Unión Santa Cruz, Deportes Linares, Deportes La Serena und Deportes Melipilla auf.

### Nationalmannschaft
Im August 1987 war Tamayo im Kader der chilenischen B-Nationalmannschaft, die bei den Panamerikanischen Spielen in Indianapolis antrat. Dort gewann La Roja die Silbermedaille, nachdem sie im Halbfinale Argentinien mit 3:2 besiegt und im Finale gegen Brasilien mit 0:2 verloren hatte, und wurde somit Vizemeister des Turniers. Beim Sieg gegen Argentinien erzielte Tamayo den zwischenzeitlichen 2:1-Führungstreffer. Der Sieg gegen Argentinien war der erste Sieg einer chilenischen Männernationalmannschaft gegen den Nachbarstaat.

## Erfolge
Chile B
- Silbermedaille bei den Panamerikanischen Spielen: 1987